# 八木竜一
八木 竜一（やぎ りゅういち、1964年12月19日 - ）は、日本の映画監督、CGディレクター。東京都出身。白組所属。

## 経歴
1987年、白組に入社。CMのデジタルマット画やゲームムービーのCGディレクションに携わる。代表作は「クロックタワー3」、「バイオハザード0」、さらには2006年からNHK教育で「うっかりペネロペ」、CX「もやしもん」の菌の演出も務める。ゲーム『鬼武者3』のオープニングムービーは2004年度のSIGGRAPHのElectronic Theaterで入選を果たした。次代を担うCGクリエイターが同い年の盟友・山崎貴とともに、監督デビューを果たす。2013年、『friends もののけ島のナキ』のVFXが評価されVFX-JAPANアワード 2013 劇場アニメーション映画部門優秀賞。

## 参加作品
- 『鬼武者2』（2002年） - CGディレクター
- 『バイオハザード0』（2002年） - CGディレクター
- 『クロックタワー3』（2002年） - CGディレクター
- 『鬼武者3』（2004年） - CGディレクター
- 『うっかりペネロペ』（2006年） - 演出
- 『もやしもん』（2007年） - 3DCG監督
- 『friends もののけ島のナキ』（2011年） - 監督（山崎貴と共同）
- 『STAND BY ME ドラえもん』（2014年） - 監督（山崎貴と共同）・絵コンテ
- BUMP OF CHICKEN『パレード』（2014年） - 監督（山崎貴と共同）
- 『ドラゴンクエスト ユア・ストーリー』（2019年） - 監督（山崎貴と共同）
- 『STAND BY ME ドラえもん 2』（2020年） - 監督（山崎貴と共同）・絵コンテ・編集